# Milano
Pour les articles homonymes, voir Milano (homonymie).
Milano, de son vrai nom Milane Baybah, est un rappeur et chanteur franco-marocain, d'expression allemande, né le 31 mai 1998 à Saint-Quentin (Aisne). Il est arrivé en Allemagne. en 2018. Depuis, Milano a sorti des chansons en français et en allemand .

## Biographie

### Jeunesse et débuts
Milano grandit dans un milieu défavorisé en France. Dès l'âge de 5 ou 6 ans, il développe une passion pour la musique et commence à apprendre le saxophone et le piano. Ses premières influences musicales incluent la soul, le jazz et le RnB. À l'âge de 11 ans, il découvre le hip-hop français et commence à rapper. En 2018, il rejoint son père en Allemagne.
Des premiers mois difficiles, Il les passe seul dans sa chambre à Dortmund, une période difficile pour lui. . Il fait ses premiers essais de rap en français sur le réseau social Instagram ,.
Milano est découvert par le rappeur Sinan-G, qui devient ensuite son manager. Ensemble, ils travaillent en étroite collaboration avec Rooz, le premier ami de Milano en Allemagne. C'est avec Rooz que Milano enregistre ses premières chansons qui atteignent les classements musicaux. Milano rappe en allemand et intègre souvent des passages en français. Sa première chanson solo s'intitule Capitaine. Son premier titre à entrer dans les charts allemands est Ich weiß, atteignant la 42e place. Ensuite, il sort Maria en collaboration avec le rappeur Mika, une chanson contenant des extraits de la célèbre chanson de Santana du même nom.

### Débuts solo etFür Dich(2020–2022)
Fin 2020, Sinan-G et Milano se séparent. Il décide de continuer sa carrière musical seul. Cet même année, il signe avec Vertigo Records / Universal Music Group . Milano fait sa première apparition en solo au Sektor 11 à Zurich, en Suisse. Fin mars, Milano a pu se produire en première partie du chanteur algérien Soolking au Showpalast Rouge à Bochum. Plus tard, Milano fait plusieurs apparitions dans des clubs de différentes villes.
Le 24 juin 2022, Milano sort son premier EP, intitulé Für Dich, avec une liste de quatre chansons. Le 27 juin 2022, il annonce dans sa story Instagram la création de son label deuxfrèresmusic. En 2022, Milano travaille avec des artistes comme Ayliva, PoonBon, Eddin et Lune. Ses chansons avec Eddin (Allô) et Ayliva (Bleib) ont atteint les hit-parades allemands, tout comme ses singles Unter die Haut et Du und ich .

### Au revoir(depuis 2023)
En 2023, Milano commence directement par une collaboration. Le single Au revoir avec Eddin qui atteint jusqu'à présent plus de 37 millions d'écoutes sur Spotify, et est la chanson la plus visionnée de Milano. Le clip qui l'accompagne est visionné 13 millions de fois sur YouTube.
Milano est invité en tant que guest spécial lors de la première tournée Mondschein de sa partenaire de collaboration Lune. Il participe dans plusieurs villes, notamment à Cologne, le 1er mai 2023. En septembre, Milano sort un autre single intitulé Engel ohne Flügel, qui atteint les hit-parades allemands. La tournée Zerbrochene Herzen débute le 13 novembre au Swiss Life Hall de Hanovre et comprenait 9 villes et un spectacle supplémentaire au Palladium de Cologne. Il a donné deux de ses concerts à l'étranger. Le premier concert a lieu le 17 novembre au Komplex 457, à Zurich et le second le 18 novembre au Gasometer à Vienne ,.
En 2023, Milano travaille avec des artistes tels que PA Sports, Bojan, Eddin et Lune. Avec les chansons en collaboration, Es leid mir doch so leid, Au revoir et Nicht verdienen, il réussit à se hisser dans les charts allemands, avec des singles comme Nicht für immer, Engel ohne Flügel et Wenn du lächelst.

## Discographie

### EP
- 2022 : Für dich
- 2023 : Au revoir
- 2023 : Sag mir
- 2023 : Es tut mir doch so leid
- 2023 : Nicht für immer
- 2023 : Engel ohne Flügel
- 2023 : Anderrer Mann
- 2024 : Warum gibst du uns auf
- 2024 : So wie du
- 2024 : On/Off

### Singles
- 2019 : Capitaine (7M2 Musique)
- 2020 : Entre les lignes (comme C'est Milano)
- 2021 : SLS (comme C'est Milano)
- 2021 : Fake Love (comme C'est Milano)
- 2021 : Un message (comme C'est Milano)
- 2021 : Habiba (comme C'est Milano)
- 2021 : Trop tard (comme C'est Milano)
- 2021 : Moula (comme C'est Milano)
- 2021 : Pearl White (comme C'est Milano)
- 2022 : Leer (Version Piano) (comme C'est Milano)
- 2022 : Lettre d'adieu
- 2022 : Ne me réveille pas
- 2022 : Feu
- 2022 : Je suis désolé
- 2022 : Dale Dale (comme C'est Milano) (no 17 dans le classement des tendances single allemand le 19 août 2022)
- 2022 : 5 minutes (Lune ; no 2 dans les charts de tendances single allemands du 14 octobre 2022  )
- 2022 : Ça fait trop longtemps
- 2022 : Toi et moi (version française de Toi et moi )
- 2023 : Je suis tellement désolé (avec PA Sports ; no 1 dans le classement des tendances single allemand le 16 juin 2023  )
- 2023 : Pas pour toujours (no 10 dans le classement allemand des tendances uniques du 11 août 2023  )
- 2023 : Ange sans ailes (no 18 dans le classement des singles allemands du 15 septembre 2023  )
- 2024 : Pourquoi nous abandonnez-vous
- 2024 : On/Off (avec Kauta ; no 1 dans les charts de tendances single allemands du 21 juin 2024  )
- 2025 : Maria

### Apparitions
- 2019 : Rooz - Très Jolie
- 2020 : Sinan-G - Connect (sur l'album Gangsta Paradise)
- 2020 : Mikael - Maria (sur l'album Gitano)
- 2020 : Sinan-G - Cappucchino
- 2022 : Ayliva - Bleib (sur l'album Weisses Herz)
- 2022 : Pooboon - Fendi
- 2022 : Eddin - Allô
- 2022 : Lune - 5 Minuten (sur l'album Lune)
- 2023 : Bojan - Nicht Verdien
- 2023 : Pooboon avec Milano, Jawedsay et BXT - Fendi
- 2023 : Soolking - Casanova
- 2024 : Jazeek - Do You Lie (sur l'EP Meine Augen)